# Олья подрида
Олья подрида (исп. olla podrida, дословно — «гнилой горшок») — популярное блюдо в Кастилии и Галисии, тушёное мясо с овощами. Ещё одно название этого блюда — «косидо» (cocido a fuego lento — дословно «приготовлено на медленном огне»).
Употребляется наравне с «олла подрида» в книге «Французский домашний стол или есть вкусно, экономно и разнообразно», изданной в Москве в 1892, в разделе «Испанская кухня».

## Этимология
Известно со времен Средневековья, когда оно называлось olla poderida, где poderida означает «могучий», из-за сытных ингредиентов, либо из-за того, что только богатые и могущественные могли себе позволить это блюдо.
А «olla» указывает на тушеное мясо или горшок для тушения мяса.
Следуя за изменяющимися правилами языка, буква «e» исчезла и осталось «podrida», слово, которое означает «испорченный, тухлый». И это часто приводит к большим недоразумениям, таким как догадки, что слово указывает на заключенное в горшке старое мясо, которое уже начало портиться.

## В литературе
Олья подрида упоминается в романе «Дон Кихот» Сервантеса и других литературных произведениях:

«… устроили вечерний прием. Его гвоздём была дегустация испанских вин и угощение яствами национальной кухни… Здесь были и эстремадурские колбаски, и рыба по-астурийски, и клецки из лангуста по-валенсийски. И уж, конечно, такие популярные блюда, как олья подрида…»
— У. Элла. «Тайна двух сердец»

«Похоже, что в той большой миске, над которой клубится пар, находится olla podrida и, поскольку в подобных ollas podridas содержится такое многообразие съестного, я наверняка найду себе там что-то такое, что мне понравится и пойдёт на пользу». (Санчо Панса)
— М. Сервантес. «Хитроумный идальго Дон Кихот Ламанчский»

«После трапезы их величества милостиво беседовали с приглашенными. Из тонкого внимания к гражданину Гильмарде за столом было сервировано простонародное кушанье — олья подрида; король любил это кушанье, и оно послужило ему благодарной темой для беседы.
— Как вы находите наше национальное блюдо, любезный маркиз? — игриво спросил он мосье де Авре.
Тому совсем не по вкусу пришлось простонародное, тяжелое и острое кушанье, и он с трудом выдавил из себя какие-то похвалы. Король всегда терпеть не мог этого напыщенного истукана и теперь, отвернувшись от него, обратился к новому послу:
— А вам, ваше превосходительство, понравилось наше национальное блюдо? — во всеуслышание спросил он. — Оно было заказано в вашу честь. — И король пустился подробно описывать различные способы приготовления настоящей, классической олья подрида. Относительно девяти родов овощей и семи родов трав, которые входят в него, разногласий не было, мнения расходились насчет того, составляют ли основу кушанья говядина, баранина, курятина, свиная колбаса и сало, взятые вместе, или только три из перечисленных сортов мяса — и какие именно.
— Я лично стою за все пять сортов, — заявил он, — чем больше всего намешать, тем лучше. Я ем олья подрида и думаю про себя — вот так же король соединен со всеми слоями населения».
— Л. Фейхтвангер. «Гойя, или Тяжкий путь познания»